# Diedrich Moller
Diedrich Moller (* 17. August 1622 in Hamburg; † 25. Oktober 1687 ebenda) war ein deutscher Jurist, Ratsherr und Bürgermeister der Freien und Hansestadt Hamburg.

## Herkunft und Familie
Moller stammte aus dem Hamburger Hanseatengeschlecht Moller vom Baum. Zur Unterscheidung von anderen gleichnamigen Familien nannte diese Familie sich nach dem Hülsenbaum in ihrem Wappen vom Baum.
Mollers Eltern waren der Hamburger Ratssyndicus Vincentius Moller († 1631) und Gertrude von Eitzen, Tochter des Bürgermeisters Diedrich von Eitzen († 1598).
Am 21. April 1651 heiratete Moller Anna Jarre (1633–1719), Tochter des Bürgermeisters Nicolaus Jarre (1603–1678). Der Oberalte an Sankt Nikolai Vincent Moller (1656–1737) war sein Sohn.

## Leben und Wirken
In Hamburg geboren, studierte Moller nach seiner Schulbildung Jurisprudenz an verschiedenen Universitäten und schloss sein Studium als Lizenziat beider Rechte ab. Nach seinem Studium bereiste er Deutschland, Ungarn, Italien, Frankreich, England und Holland und kehrte anschließend nach Hamburg zurück.
In Hamburg wurde Moller im Jahr 1653 zum Ratsherrn gewählt. Bereits im darauffolgenden Jahr wurde er zusammen mit dem Ratsherrn David Penshorn (1610–1660) als Gesandter zu König Ludwig XIV. nach Paris geschickt. Hier verhandelte er über den Schutz der Handelsschiffe auf der Route von und nach Frankreich in dem 1652 ausgebrochenen Englisch-Niederländischen Krieg, sowie über die Verteidigung der Handelsschiffe gegen die Seeräuber im Mittelmeer durch französische Schiffe. Nach diesen Verhandlungen schloss Moller im Namen der Hansestädte einen Handelsvertrag mit Frankreich ab.
Im Jahr 1657 unternimmt Moller als Gesandter eine Reise nach Schweden. Im Jahr 1658 wird er zum Prätor ernannt. 1660 bis 1665 war Moller Mitglied der Deputation der Admiralität und in den Jahren 1683 und 1685 Präses des Admiralitätskollegiums. 1661 wird er zum Bankherr gewählt. Von 1662 bis 1680 war Moller als Colonellherr Chef der Bürgerwehr im Kirchspiel Sankt Jacobi.
Bei dem Maureraufstand in Hamburg im Jahr 1667 wurde Moller als damaliger Bauhofsherr von drei Maurern auf offener Straße bedroht. Zwei dieser Maurer wurden daraufhin aus der Stadt gewiesen, der andere erhielt eine bedeutende Strafe.
1668 reist Moller mit Ratssyndicus Vincent Garmers (1623–1687) und Ratsherr Jacob Sillem (1620–1693) als Gesandter zu dem dänischen König Friedrich III. nach Glückstadt und verhandelt über die Regelung der Elbzölle und der Zölle in der Ostsee. In der gleichen Angelegenheit reiste Moller auch an den kurbrandenburgischen Hof.
Am 27. Januar 1680 wurde Moller als Nachfolger des am 11. Januar 1680 verstorbenen Broderus Pauli (1598–1680) zum Bürgermeister gewählt. Als solcher wurde er 1680 Patron der Hauptkirche Sankt Katharinen und der Gefängnisse sowie im Jahr 1684 Patron des Johannisklosters und des Hiobs-Hospitals. Als Bürgermeister war Moller auch Protoscholarch der Hamburger Schulen.
Bis zum Jahr 1682 war er Patron der Familien-Vikarie. Moller war auch Verwalter der Berend und Catharina Münden-Stiftung und der Jarre-Stiftung.
Moller starb am 25. Oktober 1687 im Alter von 65 Jahren und wurde am 11. November 1687 in Sankt Katharinen beigesetzt. Auf seinen Tod wurde ein Bürgermeisterpfennig geprägt.